# Лавка художника
Лавка художника — старейшее галерейное пространство Санкт-Петербурга, галерея современного искусства.

## История
«Лавка художника» — художественная галерея, расположенная в фасадной части, на первом этаже четырёхэтажного дома № 8 по Невскому проспекту (Дом И. И. Перкина), построенному по проекту архитектора А. В. Квасова, в 1760-х годах (по заказу нотариуса И. И. Перкина).
В 1860-х годах в доме работал магазин чугунных изделий завода Франца Карловича Сан-Галли, выкупившего его в 1880-х годах. Вскоре, после смерти Ф. К. Сан-Галли в 1908 году, наследники сдали первый этаж Императорской Академии художеств для устройства галереи с продажей живописи, скульптуры и графики выпускников АХ. Работал магазин по продаже разнообразных художественных материалов, на покупку которых, членам Академии Художеств давались скидки. Выставочная галерея имела стеклянную крышу, утраченную впоследствии во время очередного ремонта. Уже в советское время, через два года после смерти Сталина, в связи с общим потеплением политического климата в СССР, салон был открыт 12 ноября 1955 года, как «Лавка художника» («Художественный салон»), работавшую как магазин для художников и галерея, которая принадлежала Ленинградскому отделению Худфонда ЛОССХ, а затем, до января 2006 года СПб Союзу художников.
В 1960—2000-е годы в относительно небольшом экспозиционном пространстве «Лавки» выставляли и продавали свои работы все наиболее известные и заметные художники города (живописцы, графики, прикладники, скульпторы и ювелиры), в числе которых: Вильям Бруй, Сергей Бакин, Александр Ведерников, Виталий Тюленев, Валерий Мишин, Вячеслав Пакулин, Юрий Кутюр, Вячеслав Михайлов, Борис Забирохин, Александр Загоскин, Арон Зинштейн, Валерий Филиппов, Алексей Парыгин, Валентин Афанасьев, Юрий Межиров, Людмила Сергеева, Олег Яхнин, Валерий Лукка, Вячеслав Синкевич, Леонид Кипарисов и многие другие. Помимо удобного расположения в самом центре города, рядом с Эрмитажем, у «Лавки» было преимущество, при покупки работ иностранцами официально оформлялись документы на вывоз.
Цитата:
Здесь продавались авторские изделия ленинградских художников. <…> Спрос подстегивался тем, что продукция в других магазинах была массовой, тиражной, а в «Лавке художников» все предметы — уникальны. В лавке всегда толпились те, кто хотел сделать необычный подарок на день рождения или купить своей даме оригинальное украшение. Курительная трубка ручной работы стоила 5 рублей, эстамп Каплана — 30, примерно столько же — серебряный браслет. Масло в духе Бубнового валета уходило за сотню. Мэтры соцреализма там не котировались; это были неплохие работы представителей «левого крыла»…
В настоящее время владельцем «Лавки художника» является холдинг Ginza Project, она представляет собой подобие центра искусств (ЦИ Невский 8), включающего галерею, магазин художественных материалов, и кафе. В ней продолжают проходить и персональные выставки художников.